# El frío y las tinieblas
El frío y las tinieblas: el mundo después de una guerra nuclear es un libro escrito por Paul R. Ehrlich, Carl Sagan, Donald Kennedy y Walter Orr Roberts en 1984.
En el, se hacen dramáticas y duraderas predicciones climáticas sobre el efecto que tendría un invierno nuclear en la Tierra. Según sugieren los autores, dicho evento sucedería tras el ataque a infraestructuras civiles durante una guerra nuclear, especialmente en el caso de refinerías de petróleo y depósitos de combustible.
El libro se publicó después de un estudio de 1983 muy publicitado, el cual fue coescrito por Carl Sagan y publicado en la revista Science.